# Distretto di Auray
Il distretto di Auray era una divisione territoriale francese del dipartimento del Morbihan istituita nel 1790 e soppressa nel 1795.
Era formato dai cantoni di Auray,
Landévant,
Locmariaquer,
Mendon,
Palais,
Ploemel, Pluneret, Pluvigner e Quiberon.